# Sofiane Khedaïria
Sofiane Khedairia (en arabe : عبد الوهاب سفيان خذايرية), né le 1er avril 1989 à Valence (France), est un footballeur international algérien qui évolue au poste de gardien de but à l'USM Khenchela.

## Biographie

### En club
Khedairia commence sa carrière en jouant pour son club formateur, le FC Toulouse. Puis, transféré, il part pour deux petits clubs amateurs : la Racing Besançon et le SO Cassis Carnoux. En 2010, il rejoint Le Mans FC mais il y joue seulement un match. Plus tard, il va dans son pays d'origine pour jouer dans l'un des plus grands clubs algériens, l'ES Sétif, où il gagne beaucoup de titres. En 2017, Khedairia se fait transférer à la JSM Béjaia.

### En équipe d'Algérie
Khedairia a joué pour l'équipe d'Algérie -17 ans, Algérie -20 ans et l'équipe d'Algérie olympique.
Il a été appelé à l'équipe d'Algérie pour le match de qualification de la CAN 2017 contre le Lesotho en septembre 2015.

## Palmarès
- Champion d'Algérie en 2013, 2015 et 2017 avec l'ES Sétif.
- Vainqueur de la Ligue des champions de la CAF en 2014 avec l'ES Sétif.
- Vainqueur de la Supercoupe de la CAF en 2015 avec la ES Sétif.
- Finaliste de la coupe d'Algérie en 2017 avec l'ES Sétif.
- Vainqueur de la supercoupe d'Algérie en 2015 et 2017 avec l'ES Sétif.
- Finaliste de la supercoupe d'Algérie en 2013 avec l'ES Sétif.

## Distinctions personnelles
- Oscars de Maracana :Meilleur gardien Championnat d'Algérie 2015